# 苏日
苏日（法語：Sougy，法語發音：[suʒi]）是法国卢瓦雷省的一个市镇，位于该省西北部，属于奥尔良区。

## 地理
苏日（48°3'13"N, 1°47'23"E）面积28.25 平方千米，位于法国中央-卢瓦尔河谷大区卢瓦雷省，该省份为法国中北部省份，北起埃松省，西北接厄尔-卢瓦省，西南接卢瓦-谢尔省，南至涅夫勒省和谢尔省，东临约讷省，东北接塞纳-马恩省。
与苏日接壤的市镇（或旧市镇、城区）包括：吕莫、普普里、泰尔米尼耶、阿尔特奈、布里西、舍维伊、宽斯、于埃特尔、鲁夫赖圣克鲁瓦。

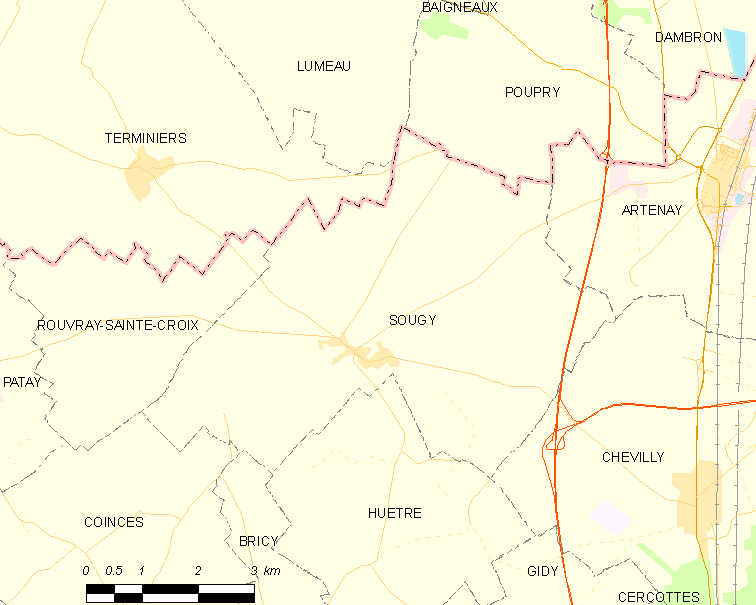
苏日的OSM定位图

苏日的时区为UTC+01:00、UTC+02:00（夏令时）。

## 行政
苏日的邮政编码为45410，INSEE市镇编码为45313。

## 政治
苏日所属的省级选区为卢瓦尔河畔默恩县。

## 人口

1962-2008年间苏日人口变化图示

苏日于2022年1月1日时的人口数量为835人。